# Chondropyga suturata
Chondropyga suturata är en skalbaggsart som beskrevs av Anton Franz Nonfried 1891. Chondropyga suturata ingår i släktet Chondropyga och familjen Cetoniidae. Inga underarter finns listade i Catalogue of Life.